# Міжпарламентська асамблея СНД

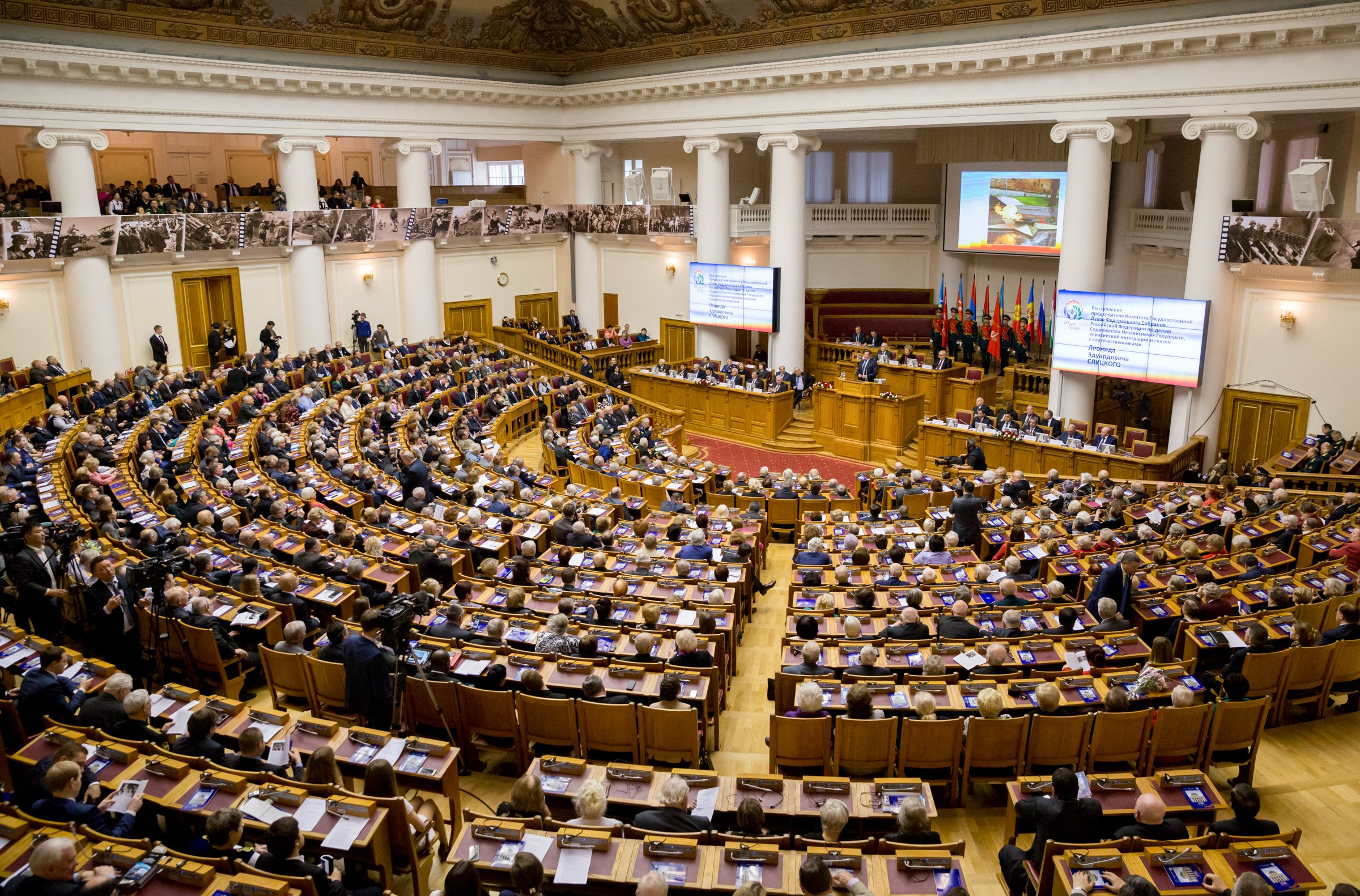
Пленарне засідання Міжпарламентської асамблеї держав-учасниць СНД (2015)

Міжпарламентська Асамблея держав — учасниць СНД, скорочені неофіційні назви Міжпарламентська Асамблея СНД (МПА СНД) (рос. Межпарламентская Ассамблея СНГ (МПА СНГ)) — міждержавний орган Співдружності Незалежних Держав, що здійснює парламентське співробітництво держав-учасниць СНД, розробляє спільні пропозиції національних парламентів.
Голова Ради Міжпарламентської Асамблеї – Валентина Матвієнко, Генеральний секретар – керівник Секретаріату Ради МПА СНД – Дмитро Аркадійович Кобицький, місце перебування – Санкт-Петербург.
Члени МПА СНД: парламенти Азербайджану, Вірменії, Білорусі, Казахстану, Киргизстану, Молдови, Таджикистану, Російської Федерації, Узбекистану.
Спостерігач — Волесі джирга Національної Асамблеї Ісламської Республіки Афганістан (з 2006 р.).
Міжпарламентська Асамблея СНД утворена відповідно до Угоди про Міжпарламентську Асамблею держав — учасниць СНД, підписану головами парламентів Вірменії, Білорусі, Казахстану, Киргизстану, Російської Федерації, Таджикистану та Узбекистану 27 березня 1992 року в Алма-Аті.
У 1993-1995 р.р. учасниками МПА СНД стали парламенти Азербайджану, Грузії (вийшов 2010 р.), Молдови; 1999 р. до Угоди про МПА СНД приєдналася Верховна Рада України (вийшла 03.05.2023). У травні 1995 р. глави держав СНД підписали основний документ, що регламентує діяльність МПА СНД — Конвенцію про Міжпарламентську Асамблею держав — учасниць Співдружності Незалежних Держав. Відповідно до цієї Конвенції, що набула чинності 16 січня 1996 р., Асамблея як міжнародна парламентська організація СНД отримала статус міждержавного органу.
Відповідно до Конвенції Міжпарламентська Асамблея СНД здійснює взаємодію України з Радою глав держав та іншими органами Співдружності Незалежних Держав, розробляє модельні (типові) законодавчі акти, приймає рекомендації щодо синхронізації процедур ратифікації парламентами угод, укладених у рамках СНД, а також щодо приведення національного законодавства із положеннями міжнародних договорів, укладених у рамках Співдружності, сприяє обміну між країнами-учасницями інформацією правового характеру.

## Органи Міжпарламентської Асамблеї держав — учасниць СНД
Перше пленарне засідання МПА СНД відбулося 15-16 вересня 1992 року. у Бішкеку . У ході цього засідання було ухвалено рішення про постійне розміщення штаб-квартири Міжпарламентської Асамблеї в Санкт-Петербурзі, Таврійському палаці, де проходили всі наступні пленарні засідання Асамблеї.
У період із 1992 по 2020 р.р. МПА СНД провела 51 пленарне засідання, на яких приймалися модельні законодавчі акти, рекомендації та інші документи, які застосовувалися національними парламентами під час підготовки нових законів та внесення змін до чинного законодавства.
Окрім парламентських делегацій, очолюваних, як правило, спікерами, у пленарних засіданнях беруть участь представники статутних та інших органів Співдружності, спостерігачі, експерти та партнери від міжнародних структур.
Організацію діяльності Міжпарламентської Асамблеї держав-учасниць СНД здійснює Рада, що складається з керівників парламентських делегацій. Очолює Раду МПА СНД Голова, який обирається членами Ради таємним голосуванням. З листопада 2011 р. Головою Ради МПА СНД є Голова Ради Федерації Федеральних Зборів Російської Федерації Валентина Матвієнко. Рада МПА СНД, як правило, збирається двічі на рік у Таврійському палаці в Санкт-Петербурзі, також проводяться виїзні засідання, які у різні роки відбулися у Бішкеку, Алмати та Києві.
Розробку модельних законодавчих актів та інших документів здійснюють десять постійних комісій Міжпарламентської Асамблеї: з правових питань; з економіки та фінансів; із соціальної політики та прав людини; з аграрної політики, природних ресурсів та екології; з політичних питань та міжнародного співробітництва; з питань оборони та безпеки; з науки та освіти; з культури, інформації, туризму та спорту; з вивчення досвіду державного будівництва та місцевого самоврядування; контрольно-бюджетна. У комісіях ведеться робота зі створення модельних законодавчих актів та підготовки документів до розгляду на пленарних засіданнях, а також щодо організації попереднього обговорення цих документів на міжнародних конференціях, семінарах та інших науково-представницьких заходах. Кожну Постійну комісію очолює представник парламенту – члена МПА СНД. Засідання комісій відбуваються не рідше двох разів на рік.
Крім постійних комісій, Міжпарламентська Асамблея має право засновувати постійні, тимчасові комісії та інші допоміжні органи, які виявляться необхідними для успішного виконання покладених на неї функцій.
Свої рішення органи МПА СНД приймають з урахуванням консенсусу, що дозволяє приймати взаємоприйнятні документи.
За період існування МПА СНД досвід парламентської дипломатії та роботи в органах Асамблеї набули понад 3000 депутатів із країн Співдружності.
Адміністративним органом Ради Міжпарламентської Асамблеї СНД є Секретаріат. Він займається питаннями експертно-аналітичного та організаційно-технічного забезпечення діяльності Асамблеї, Ради та постійних комісій. Секретаріат Ради МПА СНД працює у тісній взаємодії з Виконавчим комітетом СНД та робочими структурами органів Співдружності. Кожен парламент направляє до Секретаріату своїх повноважних представників, які працюють на постійній основі як заступники Генерального секретаря Ради МПА СНД.
У складі Секретаріату Ради Міжпарламентської Асамблеї СНД діє Міжнародний інститут моніторингу розвитку демократії, парламентаризму та дотримання виборчих прав громадян держав-учасниць МПА СНД (МІМРД МПА СНД). Інститут засновано у 2006 р. з метою сприяння обміну інформацією, узагальнення передового досвіду з розвитку демократії та парламентаризму, дотримання виборчих прав громадян, проведення моніторингу виборів у державах Співдружності та за його межами, навчання міжнародних спостерігачів. Згодом були відкриті його філії у Баку (2007 р.), Бішкеку (2007 р.), Києві (2009 р.), Кишиневі (2011 р.) та Єревані (2011 р.).
Наразі розробки МІМРД МПА СНД активно використовують групи спостерігачів від Міжпарламентської Асамблеї СНД та місії спостерігачів Співдружності загалом. В рамках своєї компетенції інститут взаємодіє з Виконавчим комітетом СНД, центральними виборчими органами та апаратами уповноважених з прав людини держав — учасниць МПА СНД, іншими організаціями та органами країн Співдружності, міжнародними організаціями, що спеціалізуються на захист прав і свобод людини.
Комплексну дослідницьку, просвітницько-пропагандистську експозиційну діяльність, насамперед, серед молоді, веде Центр історії парламентаризму, створений у складі Секретаріату Ради МПА СНД у 2006 р. з ініціативи Державної Думи Федеральних Зборів Російської Федерації з метою вивчення та популяризації історії парламентаризму в країнах . Щорічно з 2007 р. Центр організує проведення міжнародних наукових конференцій «Актуальні проблеми історії парламентаризму» («Таврійські читання»), у роботі яких поряд із відомими істориками беруть участь студенти навчальних закладів. За підсумками кожної конференції публікуються збірки наукових статей, які мають високу популярність у науковому середовищі.
Весь спектр діяльності МПА СНД відображається в її друкованих органах: Інформаційному бюлетені, що виходить російською та англійською мовами, міжнародним журналом «Вісник Міжпарламентської Асамблеї», у тематичних збірниках, інших спеціальних виданнях, а також на сайті МПА СНД.

## Керівники
- Михайло Кротов (1992-2011);
- Олексій Сергєєв (2011-2017);
- Юрій Осипов (2018-2019);
- Дмитро Кобицький (з 2020);